# Trigo soy de Dios (Ignacio de Antioquía)

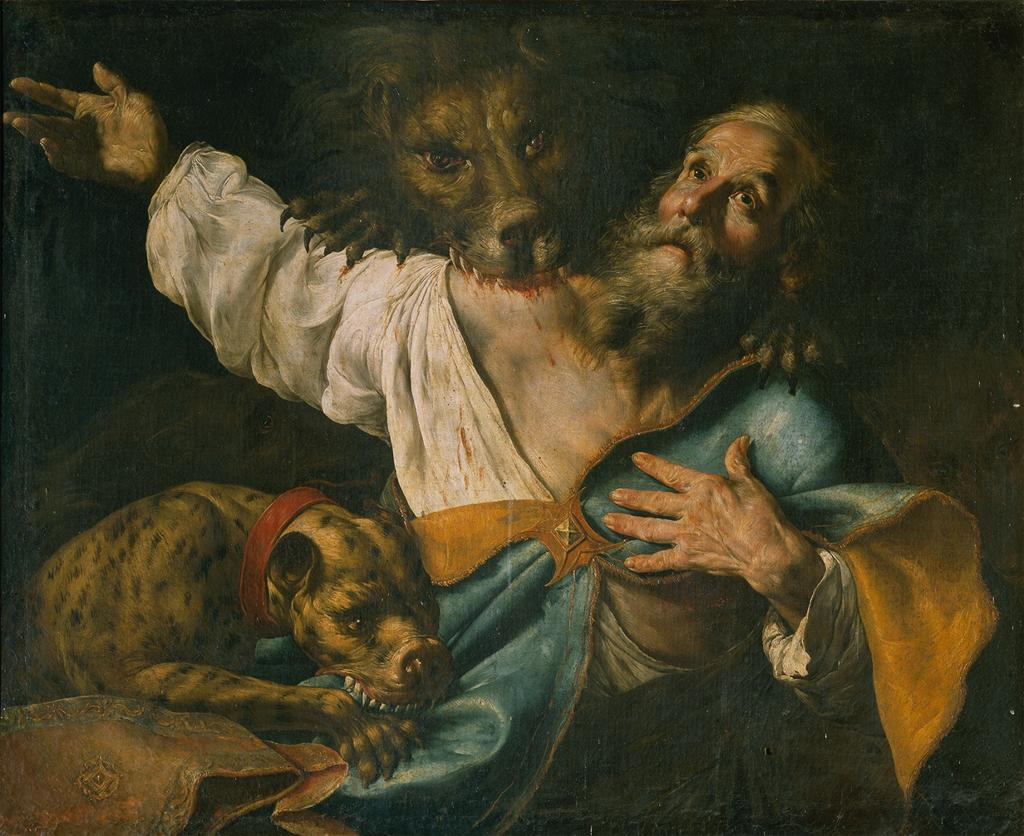
Ignacio devorado por las fieras.

«Trigo soy de Dios, molido por los dientes de las fieras y convertido en pan puro de Cristo» es una frase escrita por Ignacio de Antioquía a principios del siglo II, durante el viaje que hizo prisionero desde Siria a Roma para ser ejecutado en el circo de esta ciudad. La frase, que está contenida en su carta a los romanos, fue redactada durante una estancia en la localidad asiática de Esmirna para persuadir a la comunidad cristiana de Roma de que no intercediese por él y le dejase morir en las fieras. Dicho con sus palabras: 

No tengáis conmigo una benevolencia inoportuna. Permitidme ser pasto de las bestias, gracias a las cuales alcanzaré a Dios. Trigo soy de Dios, molido por los dientes de las fieras y convertido en pan puro de Cristo (Rom 4.1).

De la fecha de redacción de esta carta se conoce paradójicamente el día, 24 de agosto, pero se desconoce el año, siendo normal situarla en torno al año noveno del reinado de Trajano (h. 107 d. C.), conforme al testimonio de Eusebio de Cesarea. Con posterioridad a Ignacio, la frase ha sido citada por varios Padres de la Iglesia, entre ellos Ireneo de Lyon, como paradigma del pensamiento martirológico cristiano.